# Roma (Gotland)
Roma  è una località svedese, rinomato centro artigianale nel centro dell'isola di Gotland, parte del comune omonimo con sede a Visby.
Si producono vetri, ceramiche, manufatti tessili secondo la tradizione vichinga.

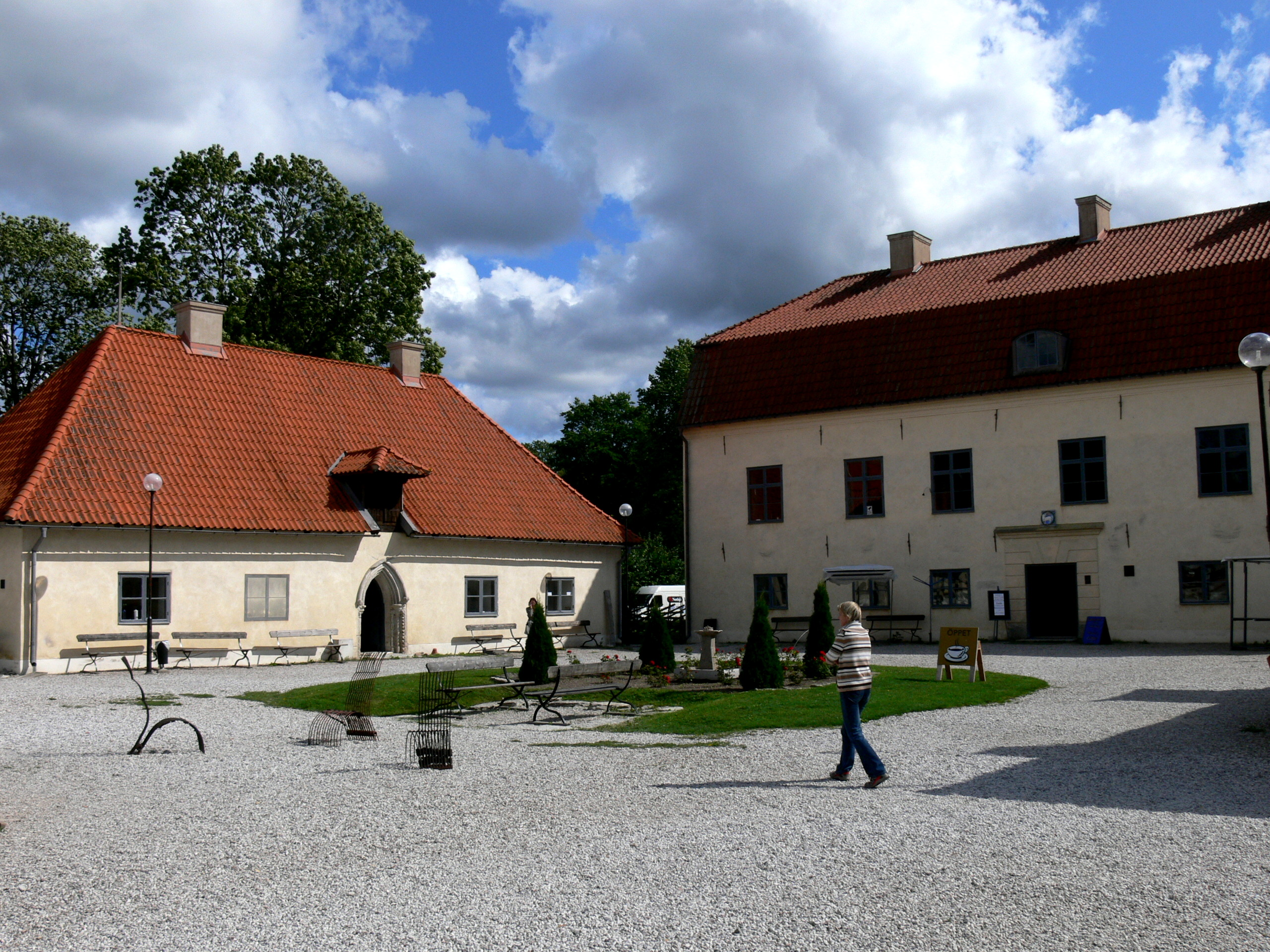
Roma Kungsgård

È sede del centro artigianale e culturale Roma Kungsgård, che attrae molti visitatori soprattutto d'estate.
L'altra grande attrazione di questi luoghi è l'Abbazia di Roma, chiesa romano-gotica che si trova a metà strada tra Roma e Lövsta sempre nel comune di Gotland.